# 데모크라티
《데모크라티》(핀란드어: Demokraatti)는 핀란드 헬싱키에서 발행되는 일간지다. 핀란드 사회민주당의 당보이기도 하다.
1895년 창간되어, 1주에 5회 발행되고 있다. 1997년 말 다른 사회민주당 당보 투룬 배이밸레흐티와 통합되었다.
1997년 기준 발행부수는 25,000 부였다.